# Máster en Formación de Profesorado (España)
El Máster en Formación de Profesorado o Máster en Formación del Profesorado de Educación Secundaria Obligatoria y Bachillerato, Formación Profesional y Enseñanzas de idiomas es un título de posgrado universitario en educación, que se cursa después de un título universitario (Licenciatura o Grado), y es el título académico básico y requisito en España para la docencia (título habilitante) en la Educación Secundaria Obligatoria (ESO), Bachillerato, Formación Profesional y Enseñanza de Idiomas.
Este máster fue establecido en el año 2008 en España a consecuencia de la aplicación del Plan Bolonia y sustituyó al Certificado de Aptitud Pedagógica (CAP), aunque con diferencias marcadas por la nueva estructura académica.

## El Máster (2008)
El Máster en Formación de Profesorado fue creado e introducido por el Real Decreto 1834/2008, de 8 de noviembre, que trajo el fin del Certificado de Aptitud Pedagógica (CAP), cuya última organización fue el año académico 2008-2009.
El MFPR tiene como objetivo acreditar la formación pedagógica y didáctica exigida por la Ley Orgánica 2/2006, de 3 de mayo, de Educación para ejercer la docencia en determinadas enseñanzas del sistema educativo.
Tal como establece la LOE en su artículo 94, para impartir las enseñanzas de educación secundaria obligatoria y de bachillerato será necesario tener el título universitario (Grado o Licencitura) y además de la formación pedagógica y didáctica de nivel de Postgrado. Igual que el artículo 100 de la LOE, según el cual, para ejercer la docencia en las diferentes enseñanzas reguladas en la LOE, será necesario estar en posesión de las titulaciones académicas correspondientes y tener la formación pedagógica y didáctica que el Gobierno establezca para cada enseñanza.
A esa formación pedagógica y didáctica se le añade el Plan Bolonia, ya que según el artículo 100 de la LOE, la formación del profesorado de las diferentes enseñanzas reguladas en la LOE se adaptará al sistema de grados y postgrados del espacio europeo de educación superior según lo que establezca la correspondiente normativa básica. Ello trajo el fin del Certificado de Aptitud Pedagógica (CAP).
Hoy en día, la formación pedagógica y didáctica del profesorado se realiza a través del MFPR que consta de 60 Créditos ECTS y 1 año académico, con prácticas docentes en centros escolares.

## Especialidades
A diferencia del Certificado de Aptitud Pedagógica (CAP), el MFPR ha limitado las especialidades según el título universitario (además de ser ahora un título de posgrado). Entre las especialidades del MFPR están:
- Física y Química
- Biología y Geología
- Matemáticas
- Geografía e Historia
- Lengua Castellana y Literatura
- Lenguas Extranjeras (inglés, francés, alemán o italiano)
- Economía y Empresa
- Dibujo y Artes Plásticas
- Tecnología e Informática
- Orientación Educativa
- Formación y Orientación Laboral
- Procesos Sanitarios
- Filosofía
- Marketing y Comercio
- Intervención Sociocomunitaria
- Turismo y Hostelería
- Procesos y Medios de Comunicación